# Best Friend (canção)
Best Friend é uma canção do grupo dinamarquês de Bubblegum dance Toy-Box do seu álbum de estreia de 1999 "Fantastic". Foi lançado como o segundo single do álbum em 1998 na Alemanha.

## Faixas e formatos
| CD e single do Reino Unido e Europa |                                 |         |  |
| N.º                                 | Título                          | Duração |  |
| 1.                                  | "Best Friend" (Versão da rádio) | 3:28    |  |
| 2.                                  | "Best Friend" (Versão Max)      | 4:44    |  |

| Escandinávia CD Maxi-Single, Promo |                                                                  |         |  |
| N.º                                | Título                                                           | Duração |  |
| 1.                                 | "Best Friend" (Kaydee vs. DJ NME)                                | 6:48    |  |
| 2.                                 | "Best Friend" (Hampenberg Club Edit)                             | 5:25    |  |
| 3.                                 | "Best Friend" (mistura de elefante e castelo)                    | 5:05    |  |
| 4.                                 | "Best Friend" (Versão Longa da Mix de Brinquedos dos Poker Boys) | 6:28    |  |

| Maxi-Single da Austrália |                                                                  |         |  |
| N.º                      | Título                                                           | Duração |  |
| 1.                       | "Best Friend" (Versão de rádio)                                  | 3:28    |  |
| 2.                       | "Best Friend" (Versão Max)                                       | 4:11    |  |
| 3.                       | "Best Friend" (Versão Longa da Mix de Brinquedos dos Poker Boys) | 6:28    |  |
| 4.                       | "Best Friend" (Versão Curta da Mix de Brinquedos dos Poker Boys) | 3:12    |  |
| 5.                       | "Best Friend" (mistura de elefante e castelo)                    | 5:05    |  |

| Alemanha CD Maxi-Single |                                                                  |         |  |
| N.º                     | Título                                                           | Duração |  |
| 1.                      | "Best Friend" (Versão de Rádio)                                  | 3:28    |  |
| 2.                      | "Best Friend" (Versão Longa da Mix de Brinquedos dos Poker Boys) | 6:28    |  |
| 3.                      | "Best Friend" (mistura de elefante e castelo)                    | 5:05    |  |

## Desempenho nas tabelas musicais

### Posições
| Tabela musical (1999)                             | Melhor posição |
| ------------------------------------------------- | -------------- |
| Austrália - (ARIA)                                | 39             |
| Dinamarca - (Tracklisten)                         | 6              |
| Europa - (Eurochart Hot 100)                      | 37             |
| Europa - (European Hot 100 Singles)               | 11             |
| Países Baixos - (Single Top 100)                  | 1              |
| Países Baixos - (Top 40 da Holanda)               | 1              |
| Noruega - (VG-List)                               | 13             |
| Suécia - (Sverigetopplistan)                      | 23             |
| UK Singles Chart - (Empresa de gráficos oficiais) | 41             |